# Patrick Chung
Pour les articles homonymes, voir Chung.
(en) Statistiques sur pro-football-reference
Patrick Christopher Chung (né le 19 août 1987 à Kingston) est un ancien joueur jamaïcain de football américain. Il a joué avec les Patriots de la Nouvelle-Angleterre et les Eagles de Philadelphie au poste de safety au cours de sa carrière.

## Enfance
Chung naît à Kingston en Jamaïque. Son père est sino-jamaïcain et sa mère est la chanteuse Sophia George-Chung, qui s'est fait connaître dans les années 1980 après avoir sorti, en 1985, la chanson Girlie Girlie qui fut numéro un en Jamaïque et dans le top 10 en Grande-Bretagne.
Il déménage en Californie et étudie à la Rancho Cucamonga High School de Rucho Cucamonga où il joue comme safety et wide receiver.

## Carrière

### Université
Il entre à l'université de l'Oregon à l'âge de seize ans. Il commence à jouer à partir de 2005, se classant second au classement des tacles de son équipe avec quatre-vingt-onze. En 2006, il fait quatre-vingt-quatre tacles et termine troisième de l'équipe, et fait aussi deux sacks et quatre interceptions. En 2007, il remporte le Gordon E. Wilson Award, récompensant le meilleur de l'équipe spéciale des Ducks de l'Oregon. Il fait 117 tacles lors de cette saison.
En 2008, il fait quatre-vingt-treize tacles en treize matchs dont deux sacks et 6,5 tacles pour une perte. Il intercepte une passe qu'il retourne en touchdown de trente-et-un yards.

### Professionnel
Patrick Chung est sélectionné au deuxième tour du draft de la NFL de 2009 par les Patriots de la Nouvelle-Angleterre au trente-quatrième choix. Il signe son contrat le 27 juillet 2009. Lors de la semaine 6, contre les Titans du Tennessee, il effectue sa première interception. Il fait huit tacles après avoir joué tous les matchs de la saison dont un comme titulaire. 
Il gagne sa place de titulaire la saison suivante comme strong safety. Lors de la semaine 1 de la saison, contre les Bengals de Cincinnati, il fait seize tacles. Lors de la quatrième journée, lors de Monday Night Football, contre les Dolphins de Miami, il bloque un punt (dégagement) et un field goal, qui permettent deux touchdowns des Patriots. Il retourne aussi une interception en touchdown de cinquante-et-un yards. Contre les Ravens de Baltimore, lors de la sixième journée, il fait treize tacles. Il se blesse lors de la septième journée et rate les deux matchs qui suivent.
Il finit la saison 2010 avec quatre-vingt-seize tacles, trois interceptions (dont un retour pour touchdown), et neuf passes déviées.
Il joue également le Super Bowl XLVI clôturant la saison 2011.
Le 18 mars 2021, à 33 ans, il annonce officiellement sa retraite de la NFL après 12 saisons.

## Palmarès
- Mention honorable de la conférence Pac 10 2005 et 2006
- Équipe de la conférence Pac 10 2007 et 2008

## Autres activités
Patrick Chung et son coéquipier Nate Ebner, ancien rugbyman professionnel et athlète olympique, investissent en 2020 en tant qu'actionnaires minoritaires au capital des Free Jacks de la Nouvelle-Angleterre, franchise de Major League Rugby récemment créée,.